# Siracusa
Siracusa (szicíliai nyelven Sarausa, görögül Συρακοσαι [Szürakuszai], latinul Syracusae) város Olaszországban, Szicíliában. Siracusa megye székhelye. Cicero szerint a „legnagyobb görög város, és mind közül a leggyönyörűbb”. Siracusa ősi belvárosa ma a világörökség része.

## Történelme

### A görög korszak
A mai Siracusa területe már az ősidőktől fogva lakott terület volt, amint az számos (Stentinello, Ognina, Plemmirio, Matrensa, Cozzo Pantano, és a görög Thapszosz falvakban talált) leletből kitűnik.
A várost a Kr. e. 734 és 733 közötti időszakban alapították az Arkhiász vezette korinthoszi görög telepesek. Eredetileg Szirakónak nevezték, egy közeli mocsár után. Az ősi város magja egy kis sziget volt, amit Ortygiának neveztek. A telepesek itt termékeny talajt találtak, és az őshonos törzsek sem fogadták őket ellenségesen. Szürakuszai nőttön-nőtt és virágzott, és egy időben a Földközi-tenger térségének legerősebb görög városa volt. Kolóniákat hoztak létre Akraiban (a mai Palazzolo Acreide) Kr. e. 664-ben, Kasmenaiban (Kr. e. 643-ban), és Kamarinában (Kr. e. 598-ban). Az első telepesek leszármazottai, a Gamoroik megtartották hatalmukat mindaddig, amíg a Killichiroik tömege, a város szegényebb néprétege át nem vette a hatalmat. Gelón, Gela uralkodója segítségével, Kr. e. 485-ben az előbbiek visszatérhettek a hatalomba. Gelón lett a város uralkodója, aki Gela, Kamarina és Megera lakói közül többeket Szürakuszaiba telepített, a városfalakon kívül pedig új negyedeket építtetett fel, Tychét és Neapolist. Damokoposz tervei alapján új színház is épült, ami a városnak virágzó kulturális életet biztosított a későbbiekben. Olyan személyiségeket vonzott az intézmény, mint Aiszkhülosz, a metimmai Ariosz, a korinthoszi Eumélosz és Szapphó, aki Mütilénéből menekült ide.
Szürakuszai erősödő hatalma elkerülhetetlenné tette a karthágóiakkal való összecsapást. A punok uralták ugyanis Szicília szigetének nyugati vidékét. A Kr. e. 480-ban megesett himérai ütközetben az akragaszi Thérónnal szövetkező Gelón megsemmisítő vereséget mért a Hamilcar vezette afrikai seregekre. A győzelem emlékére templomot emeltek Pallasz Athéné tiszteletére, ami a mai katedrális helyén állott.

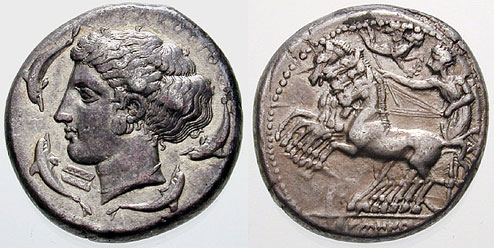
Érmék (kb. Kr. e. 415-405), Arethusza és egy quadriga (négylovas versenykocsi)

Gelónt fivére, I. Hierón követte, aki a küméi ütközetben az etruszkok ellen harcolt (Kr. e. 474).
Uralkodását olyan költők magasztalták, mint a keoszi Szimonidész, Bakhülidész és Pindarosz, aki az ő udvarában vendégeskedett. Kr. e. 467-ben Thraszibülosz demokráciát vezetett be a városban. Szürakuszai folytatta terjeszkedését Szicília szigetén. Küzdöttek az ellenük szegülő szikulokkal, és a Tirrén-tengeren keresztül expedíciókat indítottak Korzika és Elba szigete felé. A Kr. e. 5. század végén szürakuszai háborúba keveredett az athéniakkal, akiknek a peloponnészoszi háború miatt nyersanyagokra és erőforrásokra volt szükségük. A szürakuszaiak Spárta segítségét vették igénybe Athén ellen. A háború athéni vereséggel végződött.
A Kr. e. 4. század elején Szürakuszai türannosza, I. Dionüsziosz háborúban állt Karthágóval. Noha Gelát és Kamarinát elvesztette, képes volt visszatartani pun erőket a sziget többi részének elfoglalásától. A háborúskodás után Dionüszosz erődítményt emelt a városban levő Otrigia szigetén, és egy 22 km hosszú falat építtetett a város köré. Naxos, Catania és Lentini pusztulása után a város újra hadba lépett Karthágó ellen (Kr. e. 397). Eleinte változó hadiszerencse jellemezte a háború folyását. A karthágóiaknak végül sikerült magát Szürakuszait megostromolniuk, de a városlakók szerencséjére dögvész sújtott le a pun hadakra. Kr. e. 392-ben megállapodás született arról, hogy Szürakuszainak jogában áll újabb területeket szereznie. Megalapították Adrano, Ancona, Adria, Tindari és Tauromenosz városát, és meghódították a mai Reggio Calabria területét Itáliában. Hadisikerei mellett Dionüsziosz ismert volt arról, hogy pártfogolta a művészeteket. Maga Platón is számos alkalommal meglátogatta Szürakuszaiban.
Utóda II. Dionüsziosz volt, akinek Kr. e. 356-ban megdöntötték az uralmát. Utódját despotikus uralkodása miatt száműzték, így II. Dionüsziosz visszaszerezte trónját Kr. e. 347-ben. Kr. e. 345-ben Timóleon demokratikus kormányzást vezetett be. A hosszadalmas belső villongások meggyengítették Szürakuszai hatalmát. Timóleon, a folyamatot ellensúlyozandó, Kr. e. 399-ben a Krimiszosz mellett vereséget mért a karthágóiakra. Azonban a szürakuszai pártok és érdekcsoportok közti vetélkedés az uralkodó halála után újrakezdődött. Agathoklész, az újabb zsarnok puccsal való hatalomra kerülésével (Kr. e. 317) megszűnt a torzsalkodás. Folytatta a punok elleni háborút, változó szerencsével. Némi lélektani sikert ért el azzal, hogy a háborút a karthágóiak földjére, Afrikába helyezte át, súlyos veszteségeket okozva az ellenségnek. A harcok újabb békeszerződéssel értek véget, ami azonban nem akadályozta meg a karthágóiakat abban, hogy beavatkozzanak a Szürakuszai belpolitikába Agathoklész Kr. e. 289-ben bekövetkezett halála után. Ezért a városlakók az epiruszi Pürrhosz segítségét kérték. Az ő rövid uralkodása után II. Hierosz került hatalomra (Kr. e. 275).
Hierosz uralkodása ötvenéves békés és virágzó korszakot hozott magával. Ebben az időben keletkeztek a város leghíresebb antik emlékei. Bevezette a Lex Hieronica néven ismertté vált jogrendszert, amit később a rómaiak is alkalmaztak Szicília irányításában. Kibővítette a városi színházat, valamint építtetett egy hatalmas oltárt is. Uralma alatt élt minden idők leghíresebb szürakuszai polgára, Arkhimédész, a természettudós. Számos találmánya mellett katonai gépezeteket is tervezett, többek között egy olyan daruszerű masinát, amivel hajókat lehetett fölborítani. Ez a szerkezett később jól jött a rómaiak elleni küzdelemben. Az itt élt irodalmi nagyságok közül kiemelhetjük Theokritosz személyét.

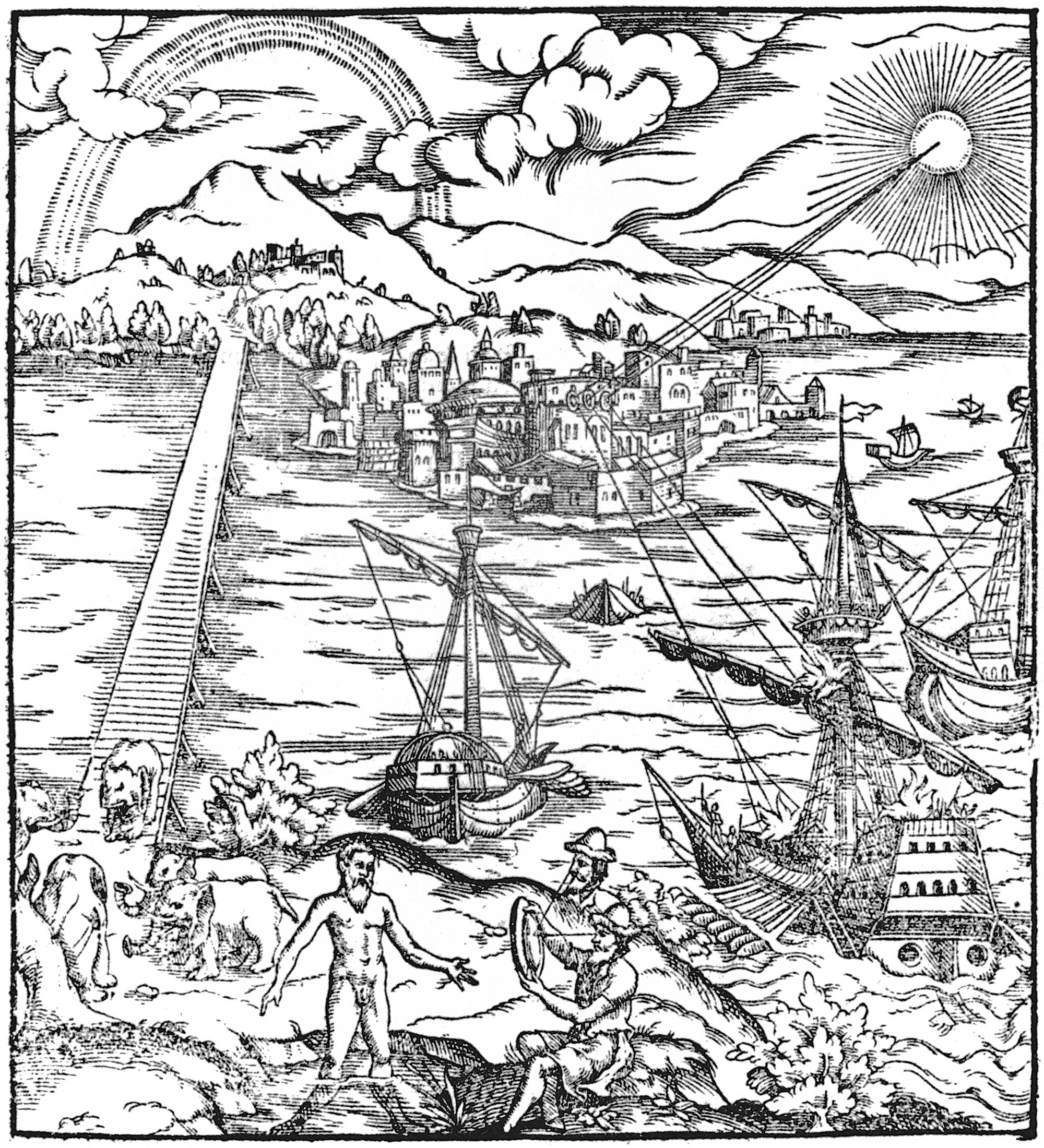
Siracusa ostroma egy 17. századi metszeten

Hierosz utódja a fiatal Hieronümosz (Kr. e. 215-től) volt. Háborút kezdett a rómaiakkal, akik Marcus Claudius Marcellus konzul vezetésével, Kr. e. 214-ben megostromolták a várost. Szürakuszai három évig kitartott, de Kr. e. 212-ben végül elesett. A legenda szerint a város bukását az okozta, hogy a békepártiak kinyitottak egy kis ajtót a városfalon, hogy a rómaiakkal egyezkedjenek, akik azonban betörtek a nyíláson és elfoglalták a várost. Az ütközetben lelte halálát Arkhimédész is.

### Róma uralma és a középkor
Noha hatalma már hanyatlásnak indult, Szürakuszai a római irányítású Szicília központja maradt, emellett praetori székhely volt. Fontos kikötő volt, mivel a birodalom keleti és nyugati részei között feküdt.
A kereszténység a későbbi Szent Pál és Szent Marcián tevékenykedése folytán terjedt el a szigeten, aki a város első püspöke volt. A keresztényüldözések idején vájták ki a sziget óriási katakombáit, amelyek a Rómában találhatók után a világ második legnagyobb ilyen építményei.
A vandálok rövid uralma után 535-ben a várost Belizár foglalta el a Keletrómai Birodalom számára. 663-tól 668-ig császári székhely és egyben a szicíliai egyház központja volt.
878-ban a szaracénok, miután megostromolták a várost, alaposan ki is fosztották. Ezzel kezdődött el a két évszázados muszlim uralom. Siracusa elvesztette korábbi rangját, a sziget központja Palermo lett. A katedrálist mecsetté alakították, és az Ortygia szigetén levő városnegyedet iszlám módra építették újjá. A város fontos kereskedelmi kapcsolatokat tartott fönn, és viszonylag virágzó kulturális élettel rendelkezett: számos arab költő, köztük Ibn Hamdisz, a 12. század legfontosabb szicíliai költője is itt élt.
1038-ban Georgiosz Maniakhész bizánci tábornok elfoglalta a várost, és Szent Lúcia ereklyéit Konstantinápolyba vitette. Az Ortygia szigetén álló kastély az ő nevét viseli, noha csak később, a Stauf-ház uralma alatt épült.
I. Roger szicíliai gróf és normann serege 1085-ben lépett a szigetre. Egy nyáron keresztül tartó ostrom után vették be a várost, amit az uralkodó fia, Hauteville Jordán kapott meg. Új városnegyedeket építettek, a katedrálist és a templomokat helyreállították.
1194-ben VI. Henrik német-római császár foglalta el Siracusát. Rövid, a kereskedelem felvirágzásával járó genovai uralom (1205-1220) után II. Frigyes német-római császár uralkodott a városban. Megépítette a Maniace várat, a püspöki palotát és a Bellomo-palotát. Frigyes halála után fellángolt a feudális anarchia. Az Anjouk és az Aragónok küzdelme során Siracusa az utóbbiak oldalára állt, és 1298-ban legyőzték az Anjoukat. Jutalmul a spanyolok számos engedményt és kiváltságot biztosítottak a városnak. A bárói családok felsőbbségét jól mutatják az olyan paloták, mint amilyenek Abelában, Chiaramontéban, Navában és Montaltóban épültek.

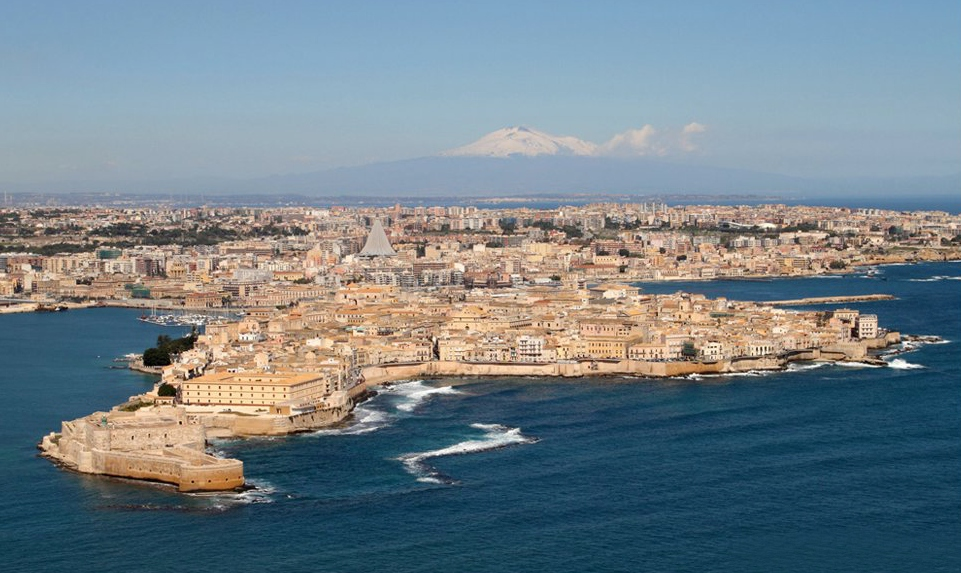
Siracusa panorámája

A következő évszázadokban a várost két nagyobb földrengés sújtotta (1524, 1693), 1792-ben pedig pestisjárvány tört ki. A város 1522 és 1530 között a Jeruzsálemi Szent János Ispotályos Lovagrend székhelye volt. Siracusa 17. századi rombadőlése örökre megváltoztatta a város arculatát, de az egész Val di Noto elnevezésű földrajzi régióra (kb. a sziget délkeleti partvidéke) erőteljes hatással volt. Az itteni városokat a szicíliai barokk stílusában építették újjá, amelyet Dél-Olaszország egyik legjellemzőbb művészeti vonásának tartanak. Az 1837-es kolerajárvány a Bourbon uralom elleni lázadáshoz vezetett. Büntetésképpen a provincia székhelye Notóba került át. A lázadást azonban nem tudták teljesen elfojtani: Siracusa az 1848-as forradalmakban is szerepet vállalt.
Olaszország 1865-ös egységesülése után Siracusa újra a provincia székhelye lett. 1870-ben elbontották a városfalakat, és megépült az Ortygia szigetére vezető híd is. A következő évben már vasútvonal is vezetett Siracusába.
A második világháború alatt (1943) a szövetséges és a német bombázások egyaránt súlyos károkat okoztak a városban. A háború után északi negyedei lendületes növekedésbe kezdtek, melyet az erőteljes iparosodás fűtött.
Ma 125 000 ember él Siracusában. A turistákat a rengeteg látványosság és érdekes történelmi helyszín vonzza ide (mint például a Dionüsziosz füle, egy érdekes barlang). Az ezerkilencszázkilencvenes évek eleje óta folyik a belső városrész rekonstrukciója.

## Népessége
| Lakosok száma | 122 291 | 122 086 | 122 031 | 121 171 | 116 244 |
|               | 2015    | 2016    | 2017    | 2018    | 2023    |

## Főbb látnivalók

### Ókori emlékek

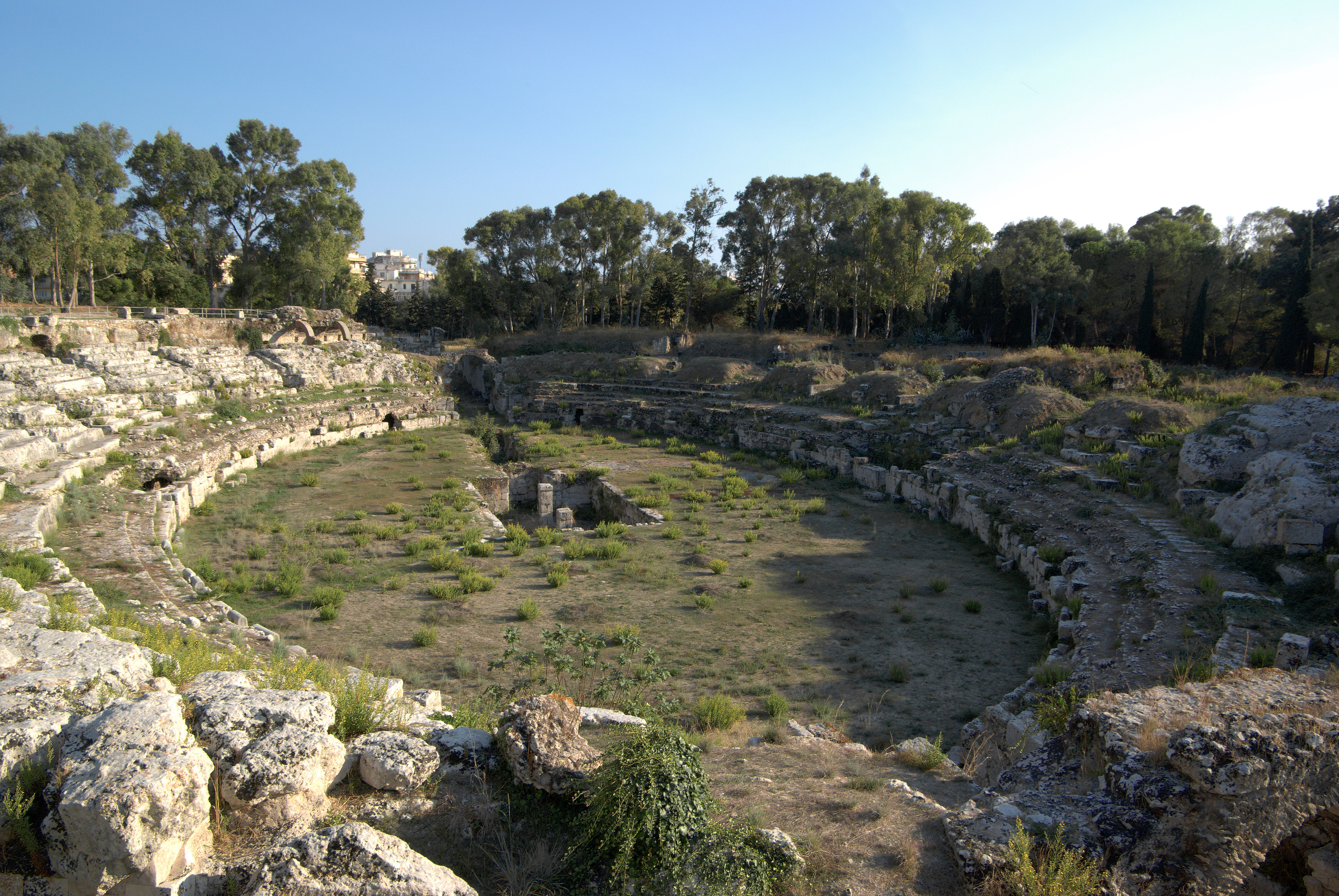
A római amfiteátrum

- Apollón temploma. A bizánci időkben keresztény templomként, az arab uralom idején pedig mecsetként szolgált.
- Arethusza szökőkútja. Ortygia szigetén található. A legenda szerint Arethusza nimfa, aki Alpheusz elől menekült, itt lelt menedékre.
- A színház, melynek caveája (az a hely, ahol a vadállatokat tartották) a legnagyobb, amelyet az ókori görögök valaha is építettek. 67 sorból áll, 9 részre van felosztva, és 8 folyosója van. Az épületből csak a színtér és a zsöllye maradt meg részlegesen. Az építményt, mely még ma is használatban van, a rómaiak saját igényeik szerint alakították át, így például alkalmas lett cirkuszi játékok megrendezésére is. A színház mellett van a latomìe, a kőfejtő. Az ókori időkben rabokat tartottak itt. A leghíresebb ilyen üreg a Dionüsziosz füle elnevezést viseli („Orecchio di Dionisio”), jellegzetes alakja miatt.
- A római amfiteátrumot részben a sziklás talajba vájták. A színtér közepén téglalap alakú mélyedés látható, itt voltak a díszlet gépezetei.
- Az úgynevezett Arkhimédész sírköve a Groticelli nekropoliszban van. A római kori sírkövet két dór oszlop díszíti.
- Az olümpiai Zeusz temploma a várostól három kilométerre található. A Kr. e. 6. században épült.

### Templomok

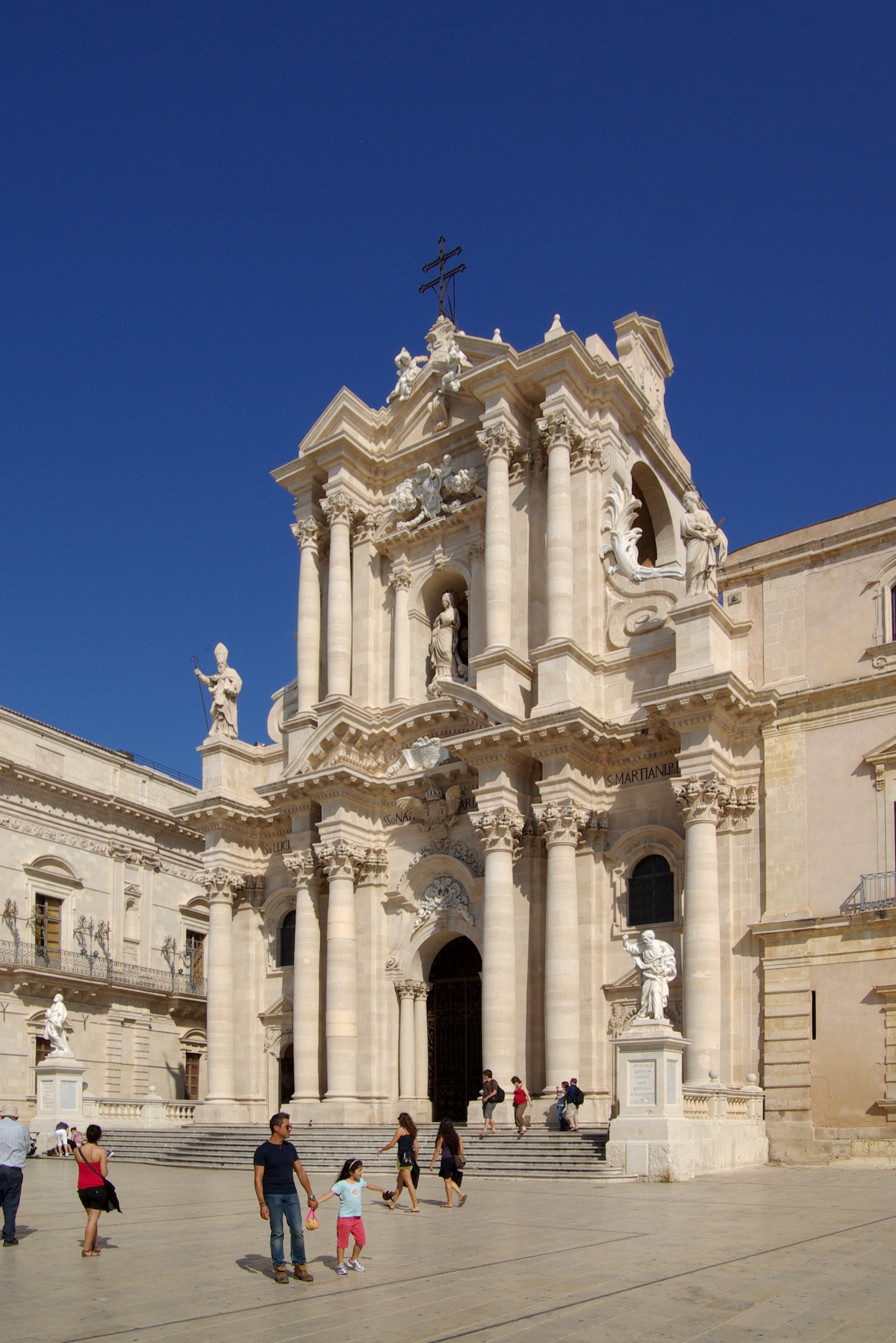
A katedrális

- Siracusai székesegyház : Zosimo püspök építtette a 7. században Ortygia szigetén, a Kr. e. 5. században épült Athéné Templomának helyén. Az ókori templom dór rendszerben épült, rövidebbik oldalain 6, a hosszabbik oldalain pedig 14 oszloppal. A katedrális falaiban még ma is láthatók a régi templom oszlopai. A görög kori épületnek három lépcsőfoka volt. A templomnak egy fő- és két mellékhajója van. A főhajó tetőszerkezete a normann korból való, csakúgy, mint az apszis mozaikképei. A homlokzatot Andrea Palma építtette újjá 1725 és 1753 között, két sor korinthoszi oszloppal, és Ignazio Marabitti szobraival. A belső rész legérdekesebb darabjai kétségkívül a márvány szenteltvíz-tartó (a 12-13. századból), St. Lucia ezüst szobra (Pietro Rizzo keze munkája, 1599), Luigi Vanvitelli cibóriuma, és a Madonna della Neve c. szobor, mely kb. annyit tesz, mint "Madonna a hóban" (Antonello Gagini munkája, 1512).
- Santa Lúcia bazilikája egy bizánci kori templom, ami a hagyomány szerint 303-ban, Szent Lúcia mártíromságának helyszínén épült föl. Jelenleg is látható külsejét a 15-16. században kapta. Legősibb részei szépen megmaradtak, például a kapuzat három, félkör alakú apszissal. A templom alatt húzódnak Szent Lúcia katakombái. Itt tekinthető meg Caravaggio Szent Lúcia temetése című festménye is.
- Szent Pál-templom (18. század)
- Szent Kristóf-templom (14. század, de 18. században újjáépítették)
- Keresztelő Szent János-templom (14. század)
- Csodatévő Szűz Mária-templom (14. század)
- Szent Lélek-templom (18. század)
- Jezsuita-templom
- Szent Benedek-templom

### További nevezetességek
- Új Régészeti Múzeum (Museo Archeologio Regionale) – A múzeum a neves kutató, Paulo Orsi (1859-1935) nevét viseli.

A múzeum két emeleten, időrendi sorrendben közel 20.000 tárgyat mutat be a paleolitikum korától a jelentős hellén kultúrán át a normann uralomig – nemcsak Siracusa művészettörténetét, hanem a sziget minden feltárt lelőhelyéről tág képet ad. Ezen kívül természetesen bővebb gyűjtemény mutatja be az ókori sirakusai kolóniát.
Nevezetesebbek a gyüjteményből, többek között egy 4. századi Herkiles szobor, több hellenisztikus, a termékenységet jelképező Vénusz ábrázolás, töménytelen kő-, agyag- és fakisplasztika, edények, vázák, kora keresztény szarkofágok, normann műkincsek, numizmatikai kollekció.
- San Giovanni-katakomba – A Landolina park és a Múzeum szomszédságában található. Szicíliában, Máltához hasonlóan a földalatti temetkezés az ókeresztény időszakhoz vezethető vissza. E sírjáratok méhsejtszerűen hálózzák be a várost.
- Maniace Vár: II. Frigyes idején épült vár. Ortigia sziget déli szigetcsúcsán található. A vár nevét a bizánci ezredes Georgiosz Maniakhészről adták, aki 1038-ban megostromolta Siracusa városát majd elfoglalta és kiűzték az arabokat. A várat 1232 és 1240 között építették.
- Bellomo Palota:
- Montalto Palota:
- Püspöki Palota:
- Vermexio Palota:
- Francica Nava Palota:
- Beneventano del Bosco Palota:
- Migliaccio Palota:
- Eurüalosz Vár:
- Mikveh: A fürdő, amit a zsidó rituális fürdőként használtak, Bizánci-kor alatt épült. Giudeccában, Siracusa egykori zsidó negyedében található.
- Plemmiriói védett tengerparti terület

## Gazdaság
A város gazdaságában a turizmus mellett a mezőgazdaság és a petrolkémiai ipar játszik fontos szerepet. Az Iblai-helység extraszűz olívaolaja és a citromjuk eredetvédett. Boraik közül a Nero d'Avola és a Moscato di Siracusa a legismertebb.

## Gasztronómia
Siracusa Szicília egyik gasztronómiai központja, a város a szülőhazája a nyugati világ első szakács iskolájának. Már a Kr. e. 5. században is folyt olívatermesztés, valamint a halakat rendszeresen sózták. Az Iblai-hegység lakóinak már ekkor a mindennapi étkezésük része volt a halfélék, sajtok és a kenyér. Az ókori rómaiak idején kezdődött meg Siracusaban és térségében a méz és szőlőtermesztés a borászat miatt.
A középkorban Közel-Keletről hozták be és honosították meg a citrusokat, a cukrot és a mandulát, amik azóta a helyi konyha részei. Amerika felfedezésével a 15. századtól paradicsomot, burgonyát és paprikát is termesztenek a szigeten.
A helyi konyhában jellemző a ricotta használata édességekben és salátákhoz. Jellegzetes helyi édesség a zeppola valamint főleg karácsonykor a Giurgiulena, ami egy szezámmagos, grillázsos édesség.
Eredetvédett élelmiszernek számít a pachinói cseresznyeparadicsom, a vérnarancs, a Nero d'Avola szőlő, avolai mandula, szicíliai újkrumpli és a siracusai citrom.